# شهرستان مونتگومری (آرکانزاس)
شهرستان مونتگومری، آرکانزاس (به انگلیسی: Montgomery County, Arkansas) شهرستانی در ایالات متحده آمریکا است که در آرکانزاس واقع شده‌است.

## خصوصیات
شهرستان مونتگومری ۲٬۰۷۲٫۰ کیلومترمربع مساحت دارد.